# Яворский, Иван Лаврович
Иван Лаврович Яворский (1853 — 1919) — российский географ, врач, писатель, этнограф, антрополог и путешественник.

## Биография
Иван Лаврович Яворский родился в 1853 году.
Окончил курс в Казанском университете, был по образованию и профессии врачом.
В 1878 году И. Л. Яворский в качестве врача русской дипломатической миссии Николая Столетова ездил в Афганистан в город Кабул, к эмиру Шир-Али-хану. Вместе с основным составом миссии вернулся в Ташкент, но в ноябре того же года вновь поехал в Кабул чтобы стать врачом эмира Шир-Али-хана. После смерти эмира в феврале 1879 года Яворскому с большим трудом удалось вернуться в Ташкент.
С начала 90-х годов XIX столетия он приват-доцент, а с 1894 года — профессор Новороссийского университета по кафедре географии.
В 1894 году совершил научную экскурсию в Закаспийскую область и горную Бухару.
Убит большевиками 26.04(09.05).1919 года в Одессе. Похороны состоялись 07(20).09.1919 года. Был похоронен в Одессе на втором христианском кладбище, могила не сохранилась.

## Труды
И. Л. Яворский является автором ряда работ по этнографии, географии и антропологии Средней Азии:
- Долина Амударьи в её верхнем течении : Медико-географический очерк. — Ташкент, 1879.
- Путешествие русского посольства по Афганистану и Бухарскому ханству в 1878—1879 гг. : Из дневника члена посольства, д-ра И. Л. Яворского, действительного члена Императорского Русского географического общества : В 2-х т. — СПб., тип. д-ра М. А. Хана. — Т. 1. — 1882; Т. 2. — 1883. Содержит подробное описание деятельности миссии, событий, предшествовавших 2-й англо-афганской войне, а также значительный фактический материал о жизни Афганистана, интересные бытовые зарисовки.
- Опыт медицинской географии и статистики Туркестана : дисс. — 1889. В 1885 году переведена на немецкий язык в Йене. Опыт медицинской географии и статистики Туркестана. Часть 1. География // СПб, 1889., Опыт медицинской географии и статистики Туркестана. Часть 2. История, этнография, экономика // СПб, 1889.
- Яворский И.Л. Средняя Азия. Культурные успехи и задачи в ней России // Записки Императорского Новороссийского университета. Т.60. Одесса, 1893.
- Краткий отчёт о научной командировке в Среднюю Азию, исполненной летом 1894 года. — Т. 1-3. — Одесса, 1895.